# Hoàng Khắc Thành
Hoàng Khắc Thành (giản thể: 黄克诚; phồn thể: 黃克誠; bính âm: Huáng Kèchéng; sinh ngày 1 tháng 10 năm 1902 mất ngày 28 tháng 12 năm 1986) là đại tướng Quân Giải phóng Nhân dân Trung Quốc và là trong 10 người được phong quân hàm Đại tướng trong Quân Giải phóng Nhân dân Trung Quốc.